# Olympische Sommerspiele 2008/Teilnehmer (Kolumbien)
| Gelbes Symbol für Goldmedaillen mit stilisierten Olympischen Ringen | Graues Symbol für Silbermedaillen mit stilisierten Olympischen Ringen | Braundes Symbol für Bronzemedaillen mit stilisierten Olympischen Ringen |
| ------------------------------------------------------------------- | --------------------------------------------------------------------- | ----------------------------------------------------------------------- |
| —                                                                   | 2                                                                     | 1                                                                       |

Kolumbien nahm 2008 zum 17. Mal an den Olympischen Sommerspielen teil. Das Land entsandte mit 67 Athleten in 15 Sportarten die bislang größte Delegation in der kolumbianischen Sportgeschichte. 
Bei der Eröffnungsfeier trug die Radrennfahrerin María Luisa Calle die Flagge Kolumbiens.

## Medaillengewinner

### Silber
| Name                   | Sportart     | Kategorie        |
| ---------------------- | ------------ | ---------------- |
| Diego Fernando Salazar | Gewichtheben | Männer bis 62 kg |
| Leidy Solís            | Gewichtheben | Frauen bis 69 kg |

### Bronze
| Name               | Sportart | Kategorie                  |
| ------------------ | -------- | -------------------------- |
| Jackeline Rentería | Ringen   | Freistil, Klasse bis 55 kg |

## Bogenschießen
- Anna Rendón
Frauen, Einzel
- Sigrid Romero
Frauen, Einzel
- Natalia Sánchez
Frauen, Einzel

- Anna Rendón, Sigrid Romero, Natalia Sánchez
Frauen, Team

## Boxen
- Jonatan Romero
Klasse bis 54 kg
- Darleys Pérez
Klasse bis 60 kg
- Eleider Álvarez
Klasse bis 64 kg
- Deivi Julio Blanco
Klasse bis 91 kg
- Óscar Rivas
Klasse über 91 kg

## Gewichtheben
Männer
- Sergio Rada
Klasse bis 56 kg
- Diego Fernando Salazar Silber 
Klasse bis 62 kg
- Óscar Figueroa
Klasse bis 62 kg
- Edwin Mosquera
Klasse bis 69 kg
- Gabriel Mena
Klasse bis 77 kg
- Carlos Andica
Klasse bis 85 kg

Frauen
- Ana Margot Lemos
Klasse bis 53 kg
- Tulia Ángela Medina
Klasse bis 63 kg
- Leidy Solís Silber 
Klasse bis 69 kg
- Ubaldina Valoyes
Klasse bis 75 kg

## Judo
Männer
- Mario Valles
Klasse bis 81 kg

Frauen
- Yuri Alvear
Klasse bis 70 kg

## Leichtathletik
Männer
- Daniel Grueso
100 m
200 m
- Juan Carlos Cardona
Marathon
- Rodrigo Moreno
50 km Gehen
- Luis Fernando López
20 km Gehen
- James Rendón
20 km Gehen
- Paulo Villar
110 m Hürden
- Geiner Mosquera
400 m
- Juan Carlos Cardona
Marathon

Frauen
- Rosibel García
800 m
- Sandra Zapata
20 km Gehen
- Eli Johana Moreno
Hammerwurf
- Bertha Sánchez
Marathon
- Zuleima Araméndiz
Speerwurf
- Darlenys Obregón
- Yomara Hinestroza
100 m

## Radsport
Männer
- Rigoberto Urán
Straßenrennen
- José Serpa
Straßenrennen
- Santiago Botero
Straßenrennen
Einzelzeitfahren Straße

Frauen
- María Luisa Calle

## Reiten
- Manuel Torres
Springreiten

## Ringen
Männer
- Freddy Serano
Freistil, Klasse bis 55 kg
- Jarlis Mosquera
Freistil, Klasse bis 84 kg

Frauen
- Jackeline Rentería (Bronze )
Freistil, Klasse bis 55 kg

## Rudern
- Rodrigo Ideus Forero
Einer

## Schießen
- Diego Duarte

## Segeln
- Santiago Grillo

## Schwimmen
Männer
- Camilo Becerra
50 m Freistil
100 m Schmetterling
- Julio César Galofre
200 m Freistil
- Omar Pinzón
100 m Rücken
200 m Rücken
200 m Schmetterling
200 m Lagen
400 m Lagen

Frauen
- Carolina Colorado
50 m Freistil
100 m Rücken
100 m Schmetterling
- Erika Stewart
200 m Lagen

## Taekwondo
- Gladis Mora
Frauen, Klasse bis 49 kg
- Doris Patiño
Frauen, Klasse bis 57 kg

## Tischtennis
- Paula Medina
Einzel

## Turnen
Männer
- Jorge Hugo Giraldo
Kunstturnen

Frauen
- Nathalia Sánchez
Kunstturnen

## Wasserspringen
Männer
- Juan Urán
Kunstspringen
Synchronspringen
- Víctor Ortega
Synchronspringen

Frauen
- Diana Pineda
Kunstspringen